# Scarus oviceps
Scarus oviceps là một loài cá biển thuộc chi Scarus trong họ Cá mó. Loài này được mô tả lần đầu tiên vào năm 1840.

## Từ nguyên
Tính từ định danh của loài được ghép bởi hai từ trong tiếng Latinh: ovi- ("có hình trứng") và ceps ("ở đầu"), hàm ý đề cập đến hình dạng của đầu, được mô tả là "gần như là hình quả trứng".

## Phạm vi phân bố và môi trường sống
S. oviceps có phạm vi phân bố tập trung ở Tây và Trung Thái Bình Dương, thưa vắng hơn ở Đông Ấn Độ Dương (được ghi nhận tại quần đảo Cocos (Keeling), đảo Giáng Sinh và bờ biển Tây Úc). Từ quần đảo Ryukyu (Nhật Bản), loài này được ghi nhận trải dài về phía nam đến Đài Loan, Philippines và Indonesia, mở rộng về phía đông đến nhiều đảo quốc và quần đảo thuộc châu Đại Dương, xa nhất là đến quần đảo Société và Tuamotu; giới hạn ở phía nam đến rạn san hô Great Barrier.
Môi trường sống của S. oviceps là các rạn san hô viền bờ và rạn san hô trong các đầm phá ở độ sâu đến ít nhất là 20 m.

## Mô tả
S. oviceps có chiều dài cơ thể tối đa được biết đến là 35 cm. Vây đuôi lõm ở cả hai giới, nhưng thùy đuôi của cá đực trưởng thành dài hơn, tạo thành hình lưỡi liềm. Vùng đầu có một khoảng màu sẫm xám ở cá cái và tím sẫm ở cá đực, là điểm đặc trưng của loài này. S. oviceps khá giống về kiểu màu với Scarus dimidiatus và Scarus forsteni.
Cá cái và cá con của S. oviceps có màu vàng xám như S. dimidiatus cái, nhưng S. dimidiatus không có vùng xám trên đầu. Cá đực có màu xanh lục lam, vùng xanh thẫm trên đầu lan rộng ra sau lưng nhiều hơn so với S. forsteni đực, và đầu của S. oviceps cũng dài hơn so với những loài có cùng kiểu màu. Vây đuôi của S. oviceps có dải màu xanh tím ở hai thùy. Vây ngực có vệt màu xanh tím.
Số gai vây lưng: 9; Số tia vây ở vây lưng: 10; Số gai vây hậu môn: 3; Số tia vây ở vây hậu môn: 9; Số tia vây ở vây ngực: 14.
S. oviceps là một loài chị em với Scarus scaber. Cả hai loài đều có cùng khu vực phân bố ở quần đảo Cocos (Keeling).

## Sinh thái học
Thức ăn của S. oviceps chủ yếu là tảo. Chúng kiếm ăn bằng cách dùng những phiến răng cạo lấy lớp tảo bám trên san hô hoặc mỏm đá. Ngoài ra, chúng được quan sát là có thể ăn phân của cá thia Chromis atripectoralis. S. oviceps sống đơn độc hoặc hợp thành từng nhóm nhỏ, nhất là cá cái và cá con.
S. oviceps được đánh bắt làm thực phẩm và có thể được nhắm mục tiêu thương mại.